# IC 2012
IC 2012 ist eine Galaxie im Sternbild Reticulum am Südsternhimmel. Sie ist schätzungsweise 923 Millionen Lichtjahre von der Milchstraße entfernt und hat einen Durchmesser von etwa 165.000 Lichtjahren. Mit LEDA 377455 bildet sie ein wechselwirkendes Galaxienpaar.
Das Objekt wurde am 8. Dezember 1899 von DeLisle Stewart entdeckt.